# Docsity
Docsity es una plataforma digital en la que se puede compartir y descargar material de estudio. Docsity está pensada para que los estudiantes universitarios y de bachillerato descarguen y compartan apuntes, resúmenes y preguntas para preparar los exámenes. Para descargar documentos se necesitan puntos que se obtienen realizando acciones en la plataforma. También se puede elegir la opción de abonar una suscripción para acceder a la descarga inmediata de contenidos.

## Historia
Docsity fue fundada en el 2010 por un estudiante del Politécnico de Turín, que sintió la necesidad de encontrar todos los materiales de una forma accesible y organizada y comenzó a trabajar para crear una plataforma abierta para los estudiantes de todo el mundo. Docsity se lanzó primero en italiano y, a partir de 2012, se publicó en español, inglés, francés, serbio, ruso, polaco, portugués y alemán.
En el 2014, fue premiada como la start up cultural más interesante del año en el Next Generation Award, celebrado en Dubái. En 2016, Docsity adquirió el sitio Patatabrava.com, que fue creado en 2002 y fue pionero en el intercambio de apuntes y muy popular entre los estudiantes españoles gracias a su ranking de profesores. En el 2018, se finalizó la migración y la integración en Docsity de todos los contenidos de Patatabrava.